# Religia w województwie świętokrzyskim
Religia w województwie świętokrzyskim – artykuł zawiera listę kościołów i związków wyznaniowych działających na terenie województwa świętokrzyskiego.

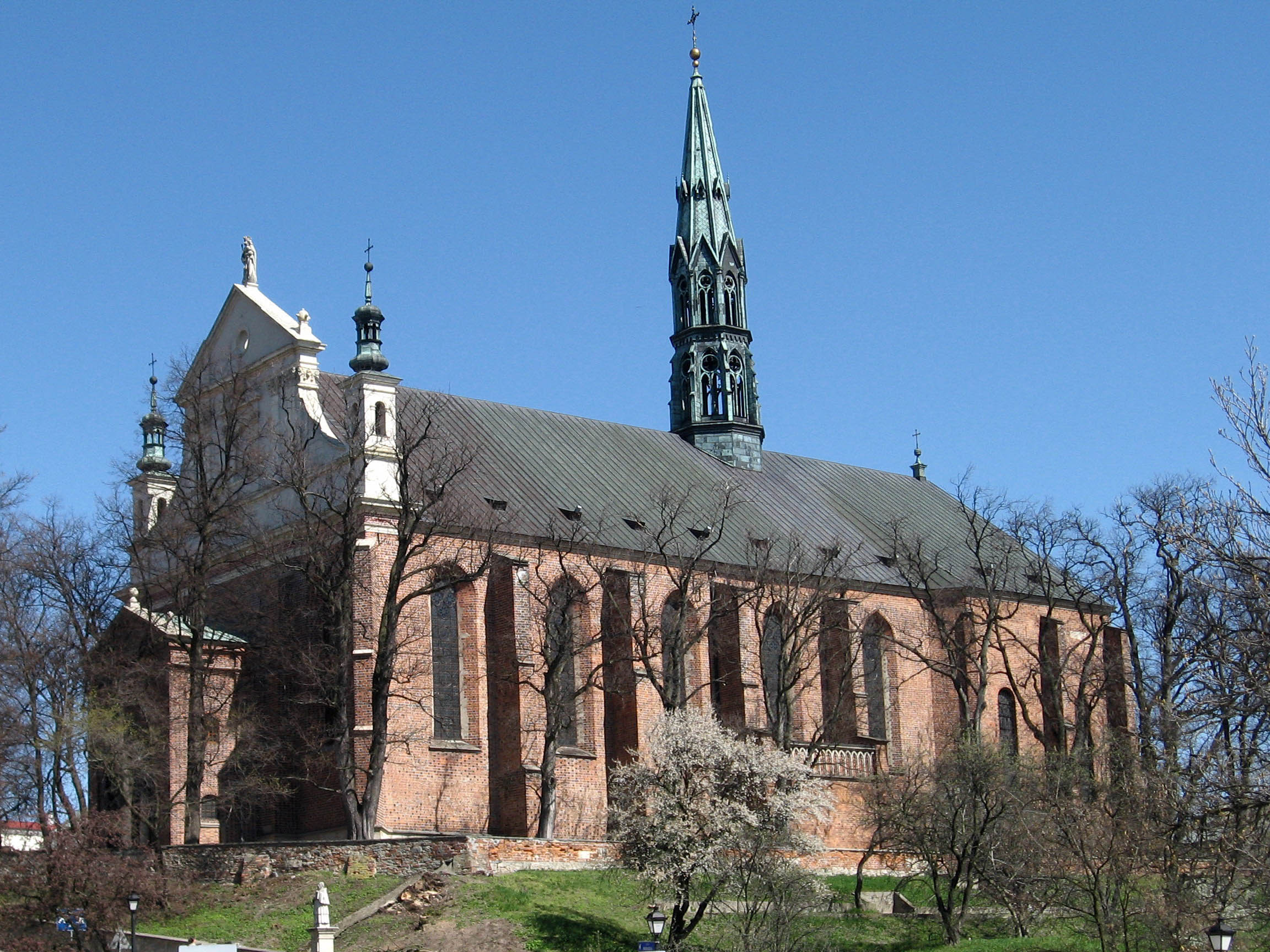
Bazylika katedralna Narodzenia Najświętszej Maryi Panny w Sandomierzu

## Katolicyzm
- Kościół Rzymskokatolicki
  - Metropolia krakowska
    - Diecezja kielecka (część) – dekanaty: bodzentyński; buski; chęciński; chmielnicki; daleszycki; jędrzejowski; kazimierski (część); Kielce-Południe; Kielce-Północ; Kielce-Śródmieście; Kielce-Zachód; koniecpolski (część); łopuszański; małogoski; masłowski; morawicki; nowokorczyński; piekoszowski; pińczowski; sędziszowski; skalbmierski (część); stopnicki; szczekociński (część); wiślicki; włoszczowski; wodzisławski (część); zagnański

  - Metropolia lubelska
    - Diecezja sandomierska (część) – dekanaty: Gorzyce (część); Klimontów; Koprzywnica; Opatów; Ostrowiec Świętokrzyski; Ożarów; Połaniec; Sandomierz; Staszów; Szewna; Święty Krzyż; Zawichost (część)

  - Metropolia częstochowska
    - Diecezja radomska (część) – dekanaty: lipski (część); przedborski (część); siennieński (część); skarżyski; Starachowice-Południe; Starachowice-Północ; szydłowiecki (część); wierzbicki (część); żarnowski (część)

- Kościół Polskokatolicki
  - Diecezja krakowsko-częstochowska

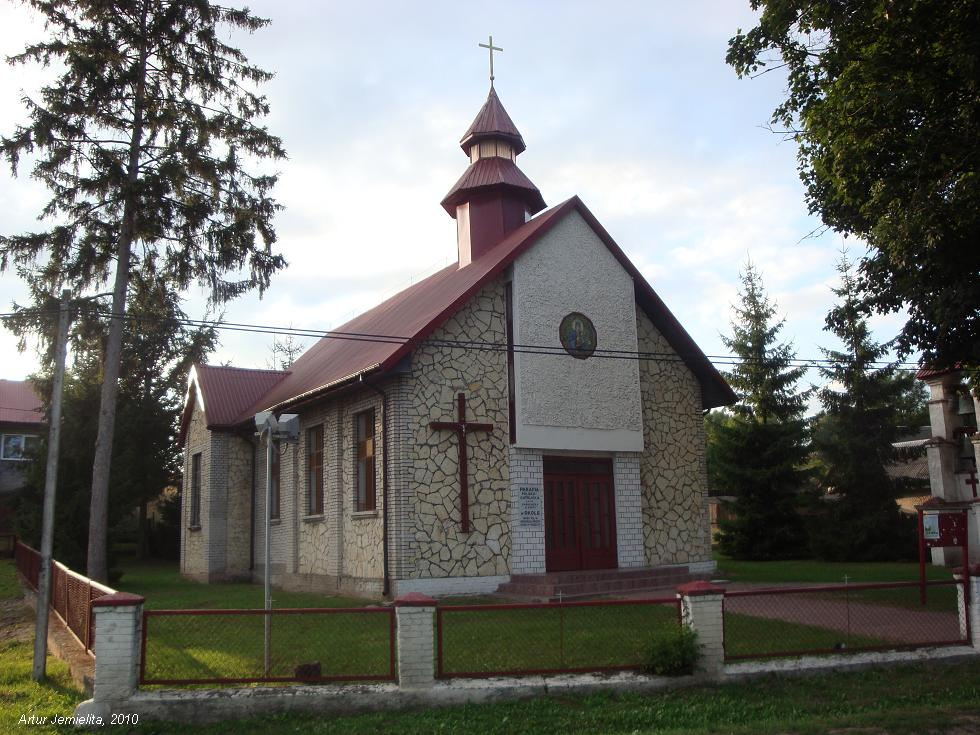
Kościół polskokatolicki św. Franciszka z Asyżu w Okole

    - Dekanat kielecki (część) – parafie: Hucisko; Kielce; Okół; Ostrowiec Świętokrzyski; Skadla; Skarżysko-Kamienna; Tarłów[1]
- Kościół Starokatolicki Mariawitów w RP – w woj. świętokrzyskim nie ma obecnie parafii mariawickich. Przed II wojną światową kaplica mariawicka znajdowała się w Ostrowcu Świętokrzyskim. Wyznawcy mariawityzmu zamieszkują głównie Starachowice i pozostają pod opieką duszpasterską parafii w Wierzbicy.

## Prawosławie
- Polski Autokefaliczny Kościół Prawosławny
  - Diecezja lubelsko-chełmska
    - Dekanat Lublin (część) – parafia: Sandomierz[2]

  - Diecezja łódzko-poznańska
    - Dekanat Kraków (część) – parafia: Kielce[3]

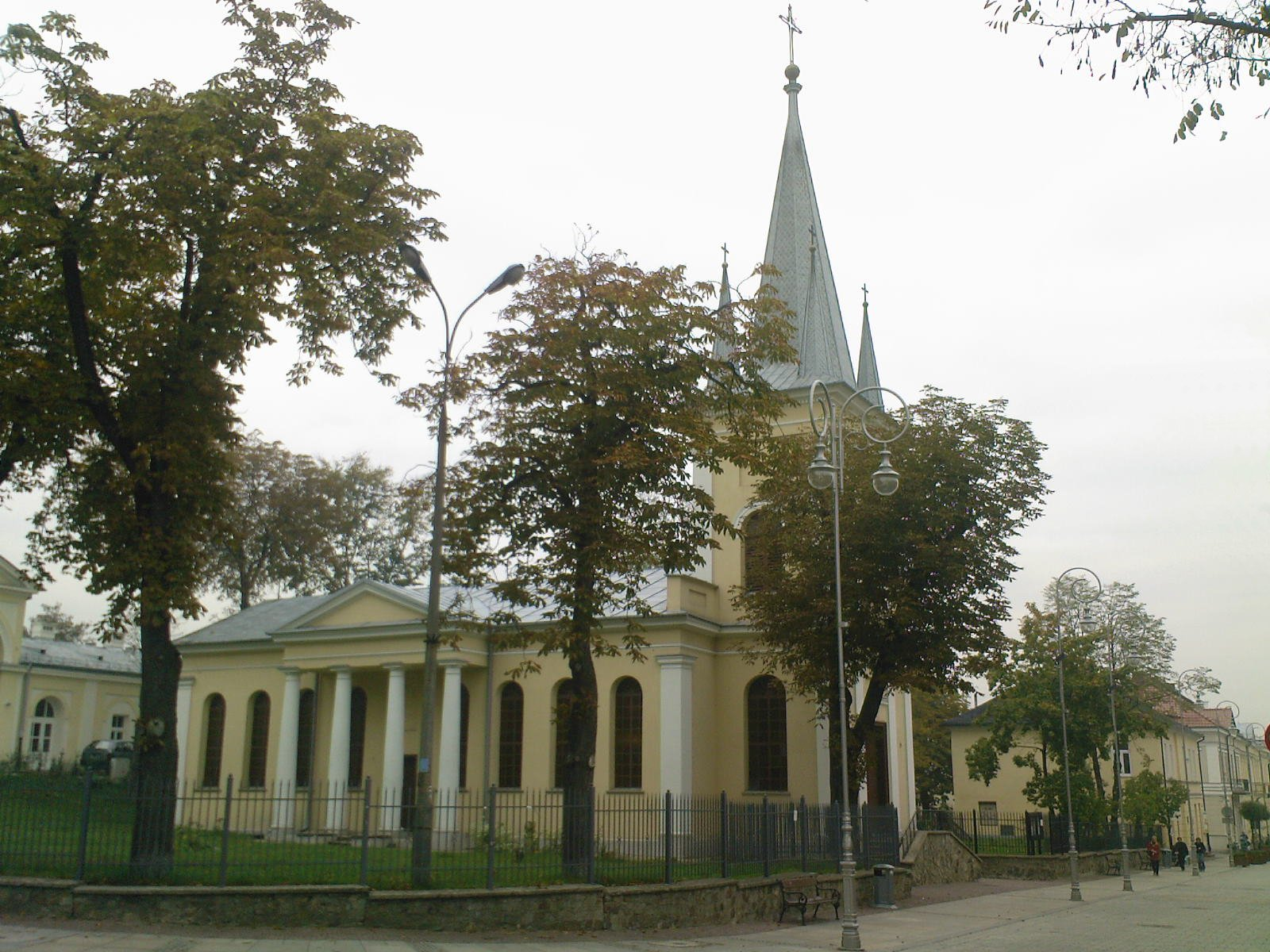
Kościół ewangelicko-augsburski Świętej Trójcy w Kielcach, służący również parafii polskokatolickiej i zborowi Kościoła Chrześcijan Wiary Ewangelicznej

## Protestantyzm

### Luteranizm
- Kościół Ewangelicko-Augsburski
  - Diecezja warszawska (część) – filiał: Kielce (parafii w Radomiu)

### Metodyzm
- Kościół Ewangelicko-Metodystyczny
  - Okręg Centralny (część) – parafia: Kielce[4]

### Baptyzm
- Kościół Chrześcijan Baptystów
  - Okręg centralny (część) – zbór: Kielce; Końskie[5]

### Ewangeliczni Chrześcijanie
- Kościół Ewangelicznych Chrześcijan
  - Okręg Wschodni (część) – zbór: Kielce

### Kościoły Chrystusowe(Campbellici)
- Kościół Chrystusowy w RP – zbór: Sandomierz[6]

### Ruch Zielonoświątkowy
- Kościół Zielonoświątkowy
  - Okręg wschodni Kościoła Zielonoświątkowego w RP (część) – zbory: Busko-Zdrój; Skarżysko-Kamienna; Starachowice[7]
- Kościół Chrześcijan Wiary Ewangelicznej – zbory: Kielce; Starachowice

### Adwentyzm
- Kościół Adwentystów Dnia Siódmego – zbory: Kielce; Ostrowiec Świętokrzyski; Sandomierz; Starachowice

### Wspólnoty Niezależne
- Kościół Chrześcijański „Wieczernik” – zbór: Kielce

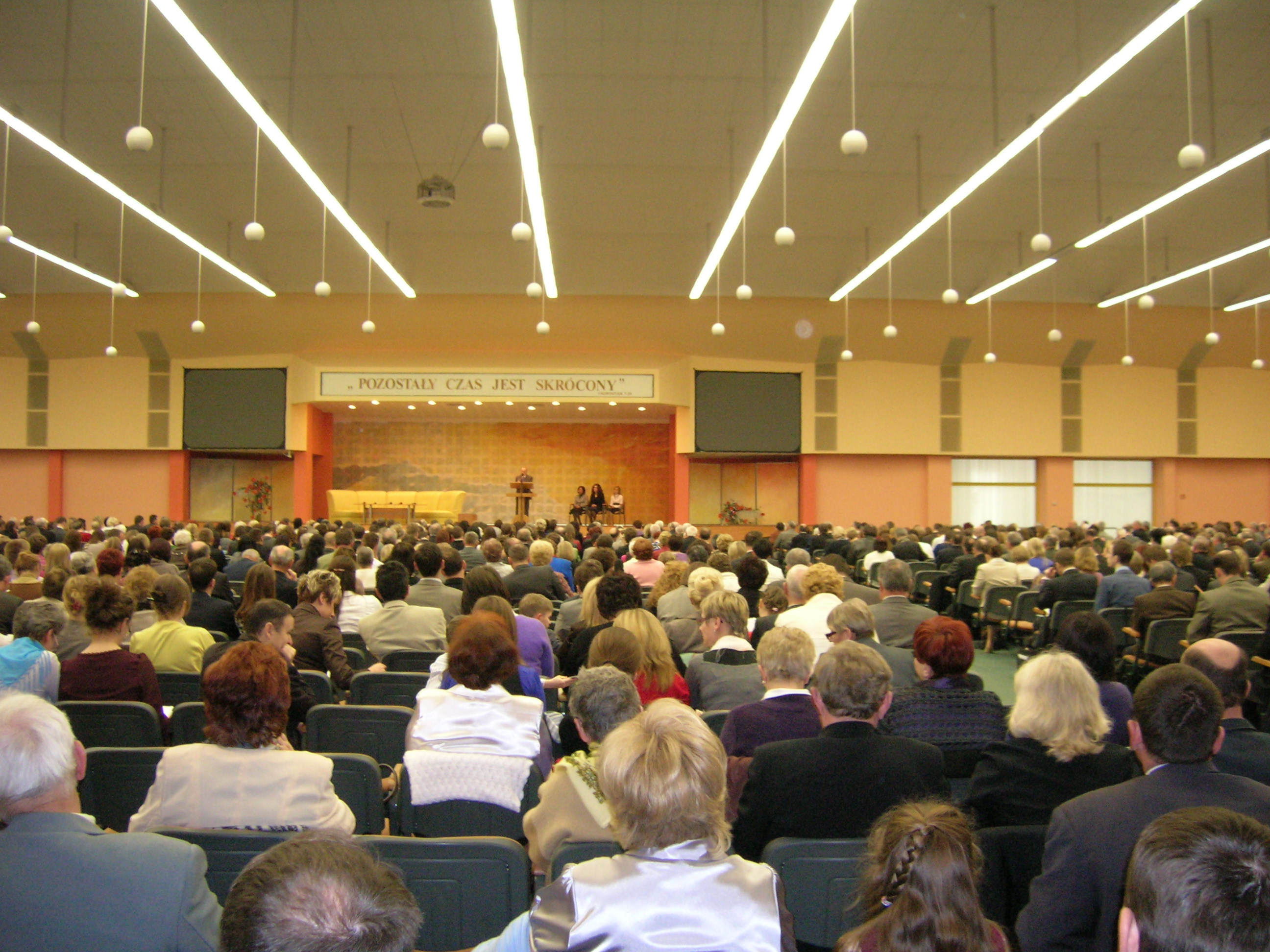
Od 1999 roku Świadkowie Jehowy ze zborów z południowo-zachodniej części województwa korzystają z większych zgromadzeń w Centrum Kongresowym w Sosnowcu

- Zbór „Przymierze”: Kielce

## Świadkowie Jehowy
3092 głosicieli należących do 29 zborów (w tym dwóch grup polskiego języka migowego oraz dwóch grup rosyjskojęzycznych).
- Zbory: Busko Zdrój, Chmielnik, Daleszyce, Jędrzejów, Kazimierza Wielka, Kielce (5), Opatów, Ostrowiec Świętokrzyski (4), Ożarów k. Opatowa, Pińczów, Połaniec, Sandomierz, Sędziszów, Skarżysko-Kamienna (3), Stąporków, Starachowice (3), Staszów (2), Włoszczowa.
- 10 razy kongres odbył się w Starachowicach, a 6 razy w Kielcach (2010–2012, 2014, 2017, 2023).

## Buddyzm
- Buddyjski Związek Diamentowej Drogi Linii Karma Kagyu – ośrodek: Kielce[9]

## Inne
- Kościół Jezusa Chrystusa Świętych w Dniach Ostatnich – zbór: Kielce